# Гольчовиці (Бжезький повіт)
Гольчовиці (пол. Golczowice, нім. Golschwitz) — село в Польщі, у гміні Левін-Бжеський Бжезького повіту Опольського воєводства.
Населення — 229 осіб (2011).
У 1975-1998 роках село належало до Опольського воєводства.

## Демографія
Демографічна структура станом на 31 березня 2011 року:
|          | Загалом | Допрацездатний вік | Працездатний вік | Постпрацездатний вік |
| -------- | ------- | ------------------ | ---------------- | -------------------- |
| Чоловіки | 123     | 25                 | 86               | 12                   |
| Жінки    | 106     | 21                 | 65               | 20                   |
| Разом    | 229     | 46                 | 151              | 32                   |